# Verrières (Marne)
Verrières is een gemeente in het Franse departement Marne (regio Grand Est) en telt 401 inwoners (1999). De plaats maakt deel uit van het arrondissement Sainte-Menehould.

## Geografie
De oppervlakte van Verrières bedraagt 5,8 km², de bevolkingsdichtheid is 69,1 inwoners per km².
De onderstaande kaart toont de ligging van Verrières (Marne) met de belangrijkste infrastructuur en aangrenzende gemeenten.

## Demografie
Onderstaande figuur toont het verloop van het inwonertal (bron: INSEE-tellingen).

## Bekende Rijselaren
- Claude-Remy Buirette de Verrières, geboren 22 maart 1749, overleden in Brussel op 9 januari 1793, advocaat, historicus en revolutionair. Zal de militaire gouverneur van Antwerpen.

1. ↑  Populations de référence 2022.